# Speed Buggy
Speed Buggy é uma série de desenho animado nos Estados Unidos, produzido pela Hanna-Barbera. Estreou em 1973 e teve 16 episódios.
Trata das aventuras de uma turma de jovens com seu buggy, que assume atitudes humanas, inclusive conversa com todos.
Além de Speedy a turma é composta por Debbie, Tinker (piloto e mecânico) e Mark. A trama se passa entre corridas de carro e a solução de alguns mistérios. Muito parecido com a série Scooby-Doo.

## Episódios[1]
nomes originais (em inglês)
1. Speed Buggy Went That-A-Way
2. Speed Buggy's Daring Escapade
3. Taggert's Trophy
4. Speed Buggy Falls in Love
5. Kingzilla
6. Professor Snow and Madam Ice
7. Out of Sight
8. Gold Fever
9. Island of the Giant Plants
10. Soundmaster
11. The Ringmaster
12. The Incredible Changing Man
13. Secret Safari
14. Oils Well That Ends Well
15. The Hidden Valley of Amazonia
16. Captain Schemo and the Underwater City

## Dublagem

### Versão Americana
- Speed Buggy: Mel Blanc
- Debbie: Arlene Golonka
- Tinker: Phil Luther
- Mark: Michael Bell

#### Versão Brasileira
- Speed Buggy: Olney Cazarré
- Débora: Ivete Jayme
- Tito: Roberto Barreiros
- Mauro[2]: Silvio Navas
- Dr. Kluges: Marcelo Gastaldi
- Clinker: Eleu Salvador
- Estúdio de Dublagem: AIC, São Paulo